# Ebbe Skammelsson
Ebbe Skammelsson är en svensk medeltida ballad (SMB 125, TSB D  251, DgF 354, NMB 109) i episk-lyrisk genre. Originaltexten var troligen på danska. Den äldsta bevarade nedteckningen i svensk version gjordes 1622 av fröken Margareta Brahe i Per Brahes visbok, Skoklosters slotts bibliotek. Varianter finns från Västergötland, Östergötland och Småland; dessutom återfinns den i danska och norska traditioner. Handlingen utspelar sig på Tidön, på danska i Thy i Nordjylland. Det är en så kallad riddarvisa, en visa som framfördes av berättare vid hoven, ofta ackompanjerade av harpa.

## Handling
Den handlar om riddaren Ebbe Skammelsson, en adelsyngling som träffar och förlovar sig med jungfru Lucie. Innan han hinner gifta sig måste han dock träda in i tjänst vid kungens gård och är därför borta i flera år. Under tiden passar Ebbes bror Pedher på att vinna Lucies hjärta. Efter en konstig dröm anar Ebbe oråd och rider hem till sin gård. Där har just bröllop hållits mellan Pedher och Lucie. 
Ebbe drar där sitt svärd och hugger ihjäl Lucie, Pedher och sårar sin far dödligt med sitt svärd. Hans mor klarar sig med en avhuggen hand. Balladen slutar med att Ebbe flyr ut i skogen som den laglöse mannen han blivit.

## Finnveden
Enligt lokaltradition från Finnveden i Småland ska Ebbe sökt skydd undan sina förföljare på ön Högaholm i sjön Bolmen.
Där har historien också en något annan gång: Ebbe Skammelsson från Skottland var förlovad med Malfred. Ebbe ville uppleva fjärran länder innan han gifte sig och fick sju år på sig. Under tiden dog Malfreds far och Malfred blev trolovad med en annan man, sedan man trodde Ebbe dött. Bröllopet hålls på den dag Ebbe lovat komma tillbaka. På bröllopsdagen dyker också Ebbe upp och ställs inför faktum. Upprörd hugger han huvudet av såväl sin tilltänkta svärmor, som av bruden och brudgummen.